# 王廓 (象棋棋手)
王廓（1994年—），吉林辽源人，象棋棋手、公务员。2020年全国象棋个人赛中他以业余棋手身份夺冠，并由此直升象棋特级大师。

## 生平
王廓出生于吉林辽源，6岁起学习象棋，曾师从象棋大师梁文斌。2004年获全国少年象棋锦标赛10岁组（丁组）冠军。2012年起就读于上海财经大学计算机科学与技术专业。2015年在第三届全国智力运动会中获大学生混合团体组冠军，并获颁突出贡献奖。2016年毕业后回到家乡吉林，在长春市纪委担任公务员。此后他多次在业余比赛中取得佳绩，曾获2017年第十三届全运会男子公开组季军、2019年第四届全国智力运动会男子公开组亚军、2020年全国业余棋王赛冠军等。
2020年全国象棋个人锦标赛中，王廓从乙组开始参赛后升入甲组，之后接连击败张学潮、郑惟桐、赵鑫鑫等特级大师，以业余棋手的身份爆冷夺冠。他也得以由此直接晋升为特级大师。2025年1月12日，因涉嫌买卖棋，王廓被处以禁赛7年6个月的处罚，并撤销特级大师的称号。